# میک گانون (بازیکن فوتبال انگلستان)
میک گانون (انگلیسی: Mick Gannon؛ زادهٔ ۲ فوریهٔ ۱۹۴۳) بازیکن فوتبال اهل بریتانیا است.
از باشگاه‌هایی که در آن بازی کرده‌است می‌توان به باشگاه فوتبال کرو آلکساندرا، باشگاه فوتبال اسکانتورپ یونایتد، باشگاه فوتبال اورتون، و باشگاه فوتبال آلترینچام اشاره کرد.